# سرو عود تایوانی
سرو عود تایوانی (نام علمی: Calocedrus formosana) نام یک گونه از سرده سرو خوشبو است.